# Surdité d'origine génétique
Plusieurs centaines de gènes sont responsables de surdité et de perte d'audition.
La perte d'audition peut être :
- Par perception
- Par transmission
- Ou mixte

Elle est syndromique ou non syndromique et apparaître avant l'acquisition du langage (pré linguale) ou après (post linguale).

## Incidence et prévalence
Environ 1 enfant sur 2 000 naissances à 1 enfant sur 1 000 naissances est porteur d'une surdité profonde.
- Près de la moitié des surdités pré linguales sont d'origine génétique et presque toujours de transmission autosomique récessive et non syndromique. Plus de 40 gènes impliqués dans ce type de surdité sont actuellement identifiés. Le gène GJB2 est responsable dans certaines ethnies de la moitié des surdités non syndromiques.
- Dans la population générale, la prévalence de la surdité augmente témoignant de facteurs environnementaux.

## Étiologie
Les surdités d'origine génétique représentent la moitié des surdités pré linguales. L'autre moitié se divise en part égale en surdité d'origine inconnue et surdité de causes connues mais non génétiques.
- 30 % des surdités d'origine génétique sont syndromiques
- 70 % des surdités d'origine génétique sont non syndromiques
  - 1 à 2 pour cent de ces surdités sont liées à l'X
  - 18 pour cent de ces surdités sont à transmission autosomique dominante
  - Environ 80 pour cent de ces surdités sont à transmission autosomique récessive (La moitié par mutation des gènes GJB2 et GJB6)

### Surdité syndromique

#### Transmission autosomique dominante
- Syndrome de Waardenburg
  - Le syndrome de Waardenburg est la cause la plus fréquente de surdité syndromique à transmission dominante.
- Syndrome branchio-oto-rénal
  - Le syndrome Branchio-Oto-Rénal est la deuxième cause de surdité syndromique à transmission dominante.
- Syndrome de Stickler
  - Le syndrome de Stickler est une ostéochondrodysplasie.
- Neurofibromatose
  - La Neurofibromatose de type II s'accompagne d'une surdité répondant bien à une prise en charge.

#### Transmission autosomique récessive
- Syndrome d'Usher
  - Le syndrome d'Usher est la cause la plus fréquente de surdité syndromique à transmission récessive.
- Syndrome de Pendred
  - Le syndrome de Pendred est la deuxième cause de surdité syndromique à transmission récessive.
- Syndrome de Jervel-Lange et Nilsen
  - Le syndrome de Jervel-Lange et Nilsen est la troisième cause de surdité syndromique à transmission récessive.
- Déficit en biotinidase
  - Le déficit en biotinidase est une cause de surdité syndromique à transmission récessive.
- Maladie de Refsum
  - La maladie de Refsum est une cause de surdité syndromique à transmission récessive.

#### Transmission liée à l'X
- Syndrome d'Alport
  - Le Syndrome d'Alport est le plus souvent à transmission dominante.
- Syndrome de Mohr-Tranebjaerg

#### Transmission mitochondriale
- Syndrome MELAS
- Syndrome MERRF
- Syndrome NARP

### Surdité non syndromique
Représente la grande majorité des surdités d'origine génétique. Les locus impliqués dans ce type de surdité sont nommés par le sigle DFN (DeaFNess, surdité en anglais).
- Les locus dominants sont nommés DFNA, Les locus récessifs sont nommés DFNB et les gènes liés à l'X nommés DFNN. Le nombre suivant le nom du locus les différencie en fonction de leur date de découverte.
- Certains locus sont aussi impliqués dans certaines surdités syndromiques.
- La plupart des surdités récessives non syndromiques sont des surdités sévères pré linguales sauf pour le gène DFNB8
- La plupart des surdités dominantes non syndromiques sont des surdités sévères post linguales sauf pour les gènes DFNA3, DFNA8, DFNA12, et DFNA19.
- Les surdités liées à l'X non syndromiques sont soit pré linguales ou post linguales

#### Transmission dominante
| Nom du locus        | Chromosome | Locus        | Gène       | Age de survenue                | Evolution   | Fréquences vibratoires lésées |
| ------------------- | ---------- | ------------ | ---------- | ------------------------------ | ----------- | ----------------------------- |
| DFNA1               | 5          | q31          | DIAPH1     | Post Linguale Première décade  | Progressive | Basse                         |
| DFNA2               | 1          | p35.1-p34    | GJB3 KCNQ4 | Post Linguale Deuxième décade  | Progressive | Haute                         |
| DFNA3               | 13         | q11-qq12 q12 | GJB2 GJB6  | Pré Linguale                   | Stable      | Haute                         |
| DFNA5               | 7          | p15          | DFNA5      | Post Linguale Première décade  | Progressive | Haute                         |
| DFNA6 DFNA14 DFNA38 | 4          | p16.1        | WFS1       | Pré linguale                   | Progressive | Basse                         |
| DFNA8 DFNA12        | 11         | q22 q24      | TECTA      | Pré linguale                   | Stable      | Moyennes Toutes               |
| DFNA9               | 14         | q12-q13      | COCH       | Post linguale Deuxième décade  | Progressive | Moyennes Toutes               |
| DFNA10              | 6          | q23          | EYA4       | Post linguale Troisième décade | Progressive | Moyennes Toutes               |
| DFNA11              | 11         | q13.5        | MYO7A      | Post linguale Première décade  | Progressive | Moyennes Toutes               |
| DFNA13              | 6          | p21.3        | COL11A2    | Post linguale Deuxième décade  | Progressive | Moyennes Toutes               |
| DFNA15              | 5          | q31          | POU4F3     | Post linguale                  | Progressive | Basses Toutes                 |
| DFNA17              | 22         | q11.2        | MYH9       | Post linguale                  | Progressive | Moyennes Hautes               |
| DFNA22              | 6          | q13          | MYO6       | Post linguale                  | Progressive | Toutes                        |
| DFNA28              | 8          | q22          | TFCP2L3    | Post linguale                  | Progressive | Moyenne Hautes                |
| DFNA36              | 9          | q13.-q21     | TMC1       | Post linguale                  | Progressive | Toutes                        |
| DFNA48              | 12         | q13-q14      | MYO1A      | Post linguale                  | Progressive | Toutes                        |

#### Transmission mitochondriale
- Syndrome de Ballinger-Wallace

## Sources
- (en) GeneTests: Medical Genetics Information Resource (database online). Copyright, University of Washington, Seattle. 1993-2005
- (en) Hereditary Hearing loss Homepage